# Bertolt Brecht
Eugen Berthold Friedrich (Bertolt) Brecht (Augsburg, Duitse Keizerrijk, 10 februari 1898 – Oost-Berlijn, Duitse Democratische Republiek, 14 augustus 1956) was een Duits dichter, (toneel)schrijver, toneelregisseur en literatuurcriticus. Zijn werk was sterk politiek geëngageerd. Brecht wordt gezien als de grondlegger van het episch theater. Hij werkte veel samen met de componisten Hanns Eisler en Kurt Weill. In 1933 vluchtte Brecht uit Duitsland en kwam na omzwervingen in de Verenigde Staten terecht. Hier zou hij later vervolgd worden wegens on-Amerikaanse activiteiten, waarna hij in 1949 vertrok naar Oost-Berlijn.

## Biografie

### Jeugd
Brecht wordt als zoon van Berthold Friedrich en Sofie Brecht (geboren Brezing) geboren in een welgestelde familie. Zijn vader is directeur van een papierfabriek. In zijn jeugd is hij teruggetrokken en ziekelijk. De jonge Brecht wordt Eugen genoemd, de roepnaam Bertolt of Berthold kiest hij zelf pas later. Na de lagere school (Volksschule) bezoekt hij het Peutinger-Realgymnasium in Augsburg, dat hij in 1917 met een Notabitur afsluit. Op school is hij actief in het schooltoneel en in die tijd – op jonge leeftijd – is hij een kritisch theatermaker. Tijdens zijn optredens bekritiseert hij de Eerste Wereldoorlog, die aan de gang is. In een opstel over Horatius' vers "Dulce et decorum est pro patria mori" ("Het is zoet en gepast om voor het vaderland te sterven")(Carmina III / II, 13) noemt hij dit "Zweckpropaganda". De soldaten, waar Duitsland zo trots op is, noemt Brecht hersenloos kanonnenvlees ("Hohlköpfe") geleid door oorlogspropaganda. Brecht ziet er niets moois aan om te sterven voor volk en vaderland, zoals de jonge soldaten wordt voorgehouden. Vanwege dit opstel wordt hij bijna van school gestuurd, alleen de maatschappelijke positie van zijn vader en de tussenkomst van zijn godsdienstleraar verhinderen dat.

#### Studietijd
Na de middelbare school kiest Brecht aanvankelijk voor een totaal andere carrière. In 1917 gaat hij natuurkunde, medicijnen en literatuur studeren aan de Ludwig Maximilians-Universiteit in München. Al na één jaar moet hij zijn studies afbreken om te dienen in het leger: hij moet dienstdoen als verpleger in een Augsburgs lazaret. De Eerste Wereldoorlog is een traumatische ervaring voor Brecht, die helemaal niets voelt voor geweld of een eredood. De thematiek van mensen die zomaar beslissen over het leven van anderen, zal later regelmatig terugkomen in zijn werk. Na de oorlog keert hij niet terug naar de universiteit. Brecht is vast van plan van de wereld een betere plek te maken, een plek met meer harmonie en naastenliefde. Theater lijkt hem daar – gegeven zijn talenten – de beste plaats voor.

### Liefdes
In 1918 leert hij zijn eerste liefde Paula Banholzer kennen, die in 1919 hun zoon Frank ter wereld brengt (Frank zal in 1943 tijdens een bioscoopbrand omkomen aan het oostfront in Rusland). De liefde tussen Banholzer en Brecht bekoelt al snel. In 1922 trouwt hij met toneelspeelster en zangeres Marianne Zoff, samen krijgen ze in 1923 een dochter: Hanne. In 1924 wordt zijn derde kind geboren: Stefan, niet bij zijn vrouw Marianne Zoff maar bij zijn minnares Helene Weigel die hij in 1923 heeft leren kennen. In 1927 scheiden Brecht en Zoff en trouwt hij Weigel, de rest van Brechts leven blijven zij bij elkaar. In 1929 wordt Brechts vierde kind Barbara geboren.

### Aanvang carrière en politiek
In 1920 sluit Bertolt Brecht vriendschap met de in die tijd bekende Duitse cabaretier Karl Valentin. Vanaf die tijd reist Brecht regelmatig van Augsburg naar Berlijn om een netwerk in de toneelwereld op te bouwen. In 1924 verhuizen de Brechts naar Berlijn, in die tijd het culturele middelpunt van Europa. Al direct in dat jaar regisseert hij zijn eerste stuk in het Max Reinhardt Theater. De tweede helft van de jaren twintig kunnen we zien als de periode van politieke bewustwording van Brecht. Hoewel hij nooit lid zal worden van enige partij, wordt hij gegrepen door het communisme. Zijn werk komt meer en meer in het teken van de politiek staan. In diezelfde periode (vanaf 1926) ontwikkelt Brecht zich richting het episch theater, een vorm van theater waarin een vertelling centraal staat.

### Episch theater
Parallel met de ontwikkeling van zijn marxistische overtuiging, in de tweede helft van de jaren twintig, ontwikkelt Brecht zijn eigen vorm van episch theater, ook 'dialectisch theater' genoemd. Hij wil zijn publiek aan het denken zetten. In zijn werk staat niet de emotie centraal, maar de ratio. Brecht wil niet dat zijn publiek zich gepassioneerd laat meeslepen door een verhaal, hij wil hen vooral laten nadenken over en bewust maken van menselijke en maatschappelijke verhoudingen. In de gedachte van Brecht zijn mensen vooral een product van de menselijke en economische verhoudingen, de maatschappij. Omdat mensen de maatschappij zelf maken, kunnen ze die ook veranderen. De mensen worden geboren in van hun wil onafhankelijke verhoudingen, maar schrijven op hun beurt wel geschiedenis. Met het episch theater wil Brecht maatschappelijke, en dus ook menselijke, relaties in hun realiteit en ruwheid tonen. Hij wil geen van de werkelijkheid losstaande realiteit creëren door zaken zoals zaal- en lichteffecten, een te grote inleving. Hij wil wel vragen stellen bij de zich ontwikkelende gebeurtenissen, zowel op theatraal als maatschappelijk vlak.

#### Samenwerking met Kurt Weill
Voor de ontwikkeling van het episch theater was de samenwerking met de componist Kurt Weill van groot belang. Beiden delen dezelfde mening: theater moet en kan een rol spelen in de maatschappij, het kan meer zijn dan vermaak.

#### Verfremdungseffekt
Omdat Brecht niet wil dat zijn publiek te zeer emotioneel opgaat in zijn theater, creëert hij de theorie van de vervreemding (Verfremdungseffekt). Hij bereikt die vervreemding door allerlei technieken toe te passen. Zo ontdoet hij de opeenvolging van scènes van elke logica (de opeenvolging van scènes doet er niet toe) en laat hij decors veranderen voor de ogen van het publiek. Daarmee is het voortdurend duidelijk dat ze naar toneel kijken. Ook moeten de spelers bewust afstand houden van hun rol, ze mogen zich niet te zeer inleven. In tegenstelling tot method acting (bekend uit de VS en ontwikkeld door Lee Strasberg) stellen Brechts spelers zich afstandelijk op en analyseren hun rol of de situatie zo nu en dan, waarbij ze het publiek direct aanspreken. Ook maakt hij regelmatig gebruik van een verteller die tussen scènes door de situatie op het toneel beschouwt, verduidelijkt en vragen opwerpt. Al deze technieken zijn op zich niet nieuw: de verteller is een moderne toepassing van het koor in de Griekse tragedies en Brecht haalde voor andere Verfremdungstechnieken zijn inspiratie uit de commedia dell'arte en het oosterse theater. Zijn grote verdienste is dat hij deze technieken met een revolutionair doel toepaste.

#### Inzicht
Met zijn stukken wil Brecht ons een spiegel voorhouden, hij wil de maatschappelijke structuur zichtbaar maken en laten zien dat die niet onveranderlijk is. Als we dat willen, kunnen we een betere, meer rechtvaardige wereld maken. Stukje bij beetje, door het creëren van inzicht, streeft Brecht een maatschappelijke omwenteling of vreedzame revolutie na. Zijn werk wordt in die tijd sterk beïnvloed door de ideeën van Marx en Hegel, waarbij hij zich had laten onderwijzen door Karl Korsch en Fritz Sternberg omdat zij geen orthodoxe partij-ideologen waren. De revolutie die Brecht nastreefde was naar communistische snit. In Me-ti. Boek der wendingen uit 1965 figureert Korsch als Ko en Ka-osh.

#### Driestuiversopera
In 1928 vindt de première van de Driestuiversopera plaats, een bewerking van een Engelse opera uit de 18e eeuw (The Beggar's Opera). Brecht bewerkt de opera in samenwerking met Elisabeth Hauptmann, de muziek is van Kurt Weill. Met de Driestuiversopera behaalt Brecht een van zijn grootste successen – een succes dat ook daarna in Duitsland zelden meer is geëvenaard. De Driestuiversopera is een zeer maatschappijkritisch stuk waarin maatschappelijke verhoudingen aan de kaak worden gesteld. Brecht geeft af op de kloof tussen arm en rijk, de burgermansmoraal, corruptie en de vruchteloze pogingen van mensen om naar het goede te streven. Bekende zin uit de opera: 'Eerst komt het vreten, dan komt de moraal'.

### Vlucht uit Duitsland
Begin 1933, de bloeitijd van het nationaalsocialisme, wordt de opvoering van Brechts stuk De Maatregel ruw verstoord door de politie. De organisatoren, waaronder Brecht, worden vervolgd wegens hoogverraad. Op 28 februari 1933, één dag nadat de Reichstag deels in vlammen is opgegaan, verlaten Brecht, zijn familie en vrienden Berlijn en vluchten naar Svendborg in Denemarken. Hier zal Brecht vijf jaar blijven. In mei 1933 worden de werken van Brecht in Duitsland tot verboden literatuur verklaard, ze vallen ten prooi aan de boekverbranding.

### Ballingschap in Denemarken
Hoewel hij tijdens zijn ballingschap in Svendborg een aantal van zijn beste stukken schrijft en opvoert, heeft Brecht die tijd gezien als de moeilijkste van zijn leven. Brecht, de man die naar een revolutie streefde, staat machteloos langs de zijlijn. In 1938 maakt hij het stuk Leven van Galilei, dit stuk gaat over de grote natuurkundige die onder bedreiging van marteling door de inquisitie zijn theorie over de beweging van de aarde (rond de zon) herroept. Brecht heeft zich ongetwijfeld kunnen inleven in mensen die onder druk van de maatschappij hun ideeën moeten opgeven. In deze periode die deels samen viel met de tijd van de showprocessen in de Sovjet-Unie, waarin Stalin duizenden partijleden willekeurig veroordeelde tot de kampen of erger, stelde hij zich op achter het Stalinisme. Brecht vertolkte zijn mening over deze slachtoffers aan de filosoof Sidney Hook: "Hoe onschuldiger ze zijn, des te meer hebben ze de dood verdiend."

#### Puntila
In 1939 verlaat Brecht Denemarken, hij woont een jaar vlak bij Stockholm en vertrekt in mei 1940 naar Helsinki. Gedurende zijn ballingschap uit Brecht in zijn stukken nooit expliciet kritiek op de overheid, de staat of de maatschappij. Voor de goede verstaander is die kritiek echter nog steeds aanwezig. Door zijn ervaringen in Duitsland is hij echter voorzichtiger geworden, hij is niet van zins een martelaar te worden. De thema's zijn nog steeds dezelfde, maar hij pakt ze subtieler aan, in een kleinere setting. In de zomer van 1940 schrijft Brecht het stuk Puntila – over de goede en de slechte mens, verenigd in één persoon. Het stuk gaat over de verhouding tussen meerderen en minderen, de rol die iedereen moet spelen en uiteindelijk vrijwillig speelt en over wederzijdse uitbuiting. De protagonist Puntila is een rijke grootgrondbezitter, nuchter is hij een keiharde zakenman die zich aan niets of niemand wat gelegen laat liggen. Maar aangeschoten is hij de goedheid zelve, een man die lieveheersbeestjes terugzet op het gras. Een aloud thema dat we kennen uit Goethes Faust. De antagonist Matti is de chauffeur en daarmee ondergeschikte van Puntila. In nuchtere toestand gedraagt Puntila zich honds tegenover Matti, Matti gedraagt zich onderdanig. Eenmaal dronken ziet Puntila Matti als gelijke, zijn grote vriend. Waardeert Matti dat? Nee, Matti is berekenend en probeert misbruik te maken van zijn baas. Dat is een omslag in de stukken van Brecht: we zien hier niet één goede en één slechte partij maar twee slechten die beiden proberen gebruik te maken van elkaar zodra de situatie dat toelaat. Brechts stuk was de inspiratiebron voor Paul Dessau tot het componeren van zijn opera Puntila (1957-1958).

### In de Verenigde Staten
In 1941 reist Brecht naar Vladivostok en daarna per schip naar de Verenigde Staten, waar hij zijn intrek neemt in Santa Monica bij Hollywood. Hij wil er gaan werken als scenarioschrijver, maar van dat plan komt niet veel terecht. Brecht is verbijsterd over de gemakzucht van de Amerikanen, ze zitten helemaal niet te wachten op kritische of politieke stukken, maar zijn in Brechts ogen slechts op zoek naar plat vermaak. Brecht voelt zich – in zijn eigen woorden – een leraar zonder leerlingen. In Amerika wordt welgeteld één stuk van Brecht opgevoerd in 1943: Het leven van Galilei, dat hij samen met Charles Laughton vertaalt. Laughton zal ook de hoofdrol in het stuk spelen. Ook schreef Brecht in 1946 het scenario voor Lady Macbeth of the Yards, een moderne Macbeth-verfilming in de stijl van een klassieke film noir. De bedoeling was dat zijn vriend Peter Lorre de hoofdrol zou spelen, maar geen enkele studio wilde de film maken.

#### Vervolging als communist
Na de Tweede Wereldoorlog staat Amerika aan de vooravond van de Koude Oorlog, communisten worden als verdacht en anti-Amerikaans gezien. Brecht wordt al snel als communist bestempeld en als zodanig vervolgd. In oktober 1947 moet hij voor de Commissie voor anti-Amerikaanse activiteiten verschijnen. De dag na het verhoor – de dag van de première van Het leven van Galilei in New York – verlaat Brecht de Verenigde Staten en vestigt zich in het Zwitserse Zürich. Eigenlijk wil hij naar Duitsland, maar hem wordt de toegang geweigerd tot de toenmalige Amerikaanse bezettingszone. Noodgedwongen blijft hij een jaar in Zürich.

### Naar Oost-Berlijn
Begin 1949 vertrekt Brecht met een Tsjechoslowaaks paspoort via Praag naar Oost-Berlijn. Hij neemt zijn intrek in het huis dat later bekend wordt als het Brechthuis in de wijk Weißensee. In Oost-Berlijn heeft hij een rustig en relatief luxueus leven. In het jaar van aankomst richt hij samen met zijn vrouw Helene Weigel het Berliner Ensemble op. Ook pakt hij de draad als theatermaker weer op. Zijn stukken worden zo nu en dan opgevoerd in steden buiten de DDR. Die opvoeringen buiten de DDR leiden weer tot spanningen in de DDR zelf, hij krijgt te maken met de censuur van het Oostblok en ziet enkele van zijn stukken afgekeurd worden. Later zal Brecht zeggen dat hij door het Westen gebruikt is.

#### Brechts reactie op de massaprotesten in 1953
Toen de DDR-arbeiders op 17 juni 1953 in Berlijn tot een volksopstand kwamen richtte Brecht zich diezelfde dag nog met een open brief in de krant aan Walter Ulbricht. Om zijn verbondenheid met de Socialistische Eenheidspartij van Duitsland uit te drukken gaf hij 'georganiseerde fascistische elementen uit het Westen' de schuld. Hij zond ook korte solidariteitsbetuigingen aan premier Otto Grotewohl en naar de hoogste vertegenwoordiger van de USSR in Duitsland Wladimir Semjonowitsch Semjonow.
Een paar dagen later verscheen een artikel van Brecht in Neues Deutschland waarin hij de gewelddadige Sovjetinterventie prees: “Alleen dankzij de snelle en zorgvuldige interventie van de Sovjettroepen zijn deze pogingen tenietgedaan.”

#### Laatste levensjaren
In zijn laatste levensjaren houdt Brecht zich vooral bezig met het stimuleren van in zijn ogen getalenteerde schrijvers en toneelspelers. In Oost-Berlijn verhuist hij nog één keer, naar de Chausseestraat direct naast het kerkhof waar hij na zijn dood in 1956 begraven wordt. Vlak voor zijn dood mag hij – in 1955 – nog de Stalin-Vredesprijs in ontvangst nemen. Bertolt Brecht sterft in 1956 op 58-jarige leeftijd aan een hartinfarct, zijn vrouw Helene Weigel overlijdt in 1971.

## Na zijn dood

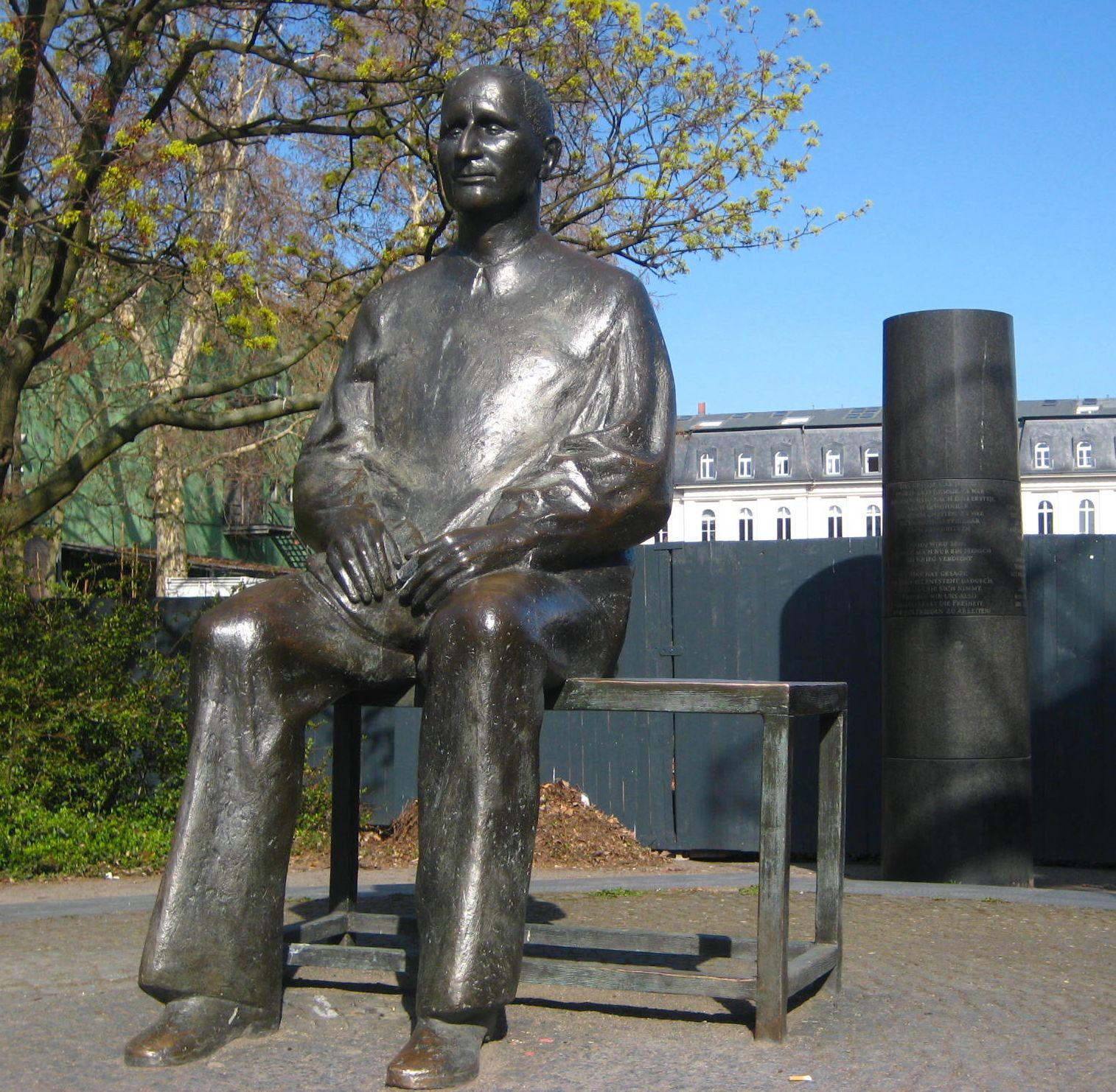
Standbeeld van Brecht op de Bertolt-Brecht-Platz voor het Berliner Ensemble

Tot in de jaren zestig blijven de stukken van Brecht in een aantal landen verboden of omstreden. Daar is tegenwoordig geen sprake meer van. In de Chausseestraat, zijn laatste woonplaats, werd in 1989 een monument voor Brecht opgericht. Veel informatie over Brecht (stukken, dagboeken etc.) is vandaag de dag te vinden in het Bertolt Brecht Archief, eigendom van de Akademie der Künste in Berlijn. Dit archief bevat een schat aan informatie en wordt veel gebruikt door Brecht-onderzoekers. Een aantal opera's, toneelstukken, liederen, boeken en gedichten van Brecht zijn nog steeds verkrijgbaar en hier en daar worden zijn stukken nog steeds opgevoerd. De thematiek is in veel gevallen ook vandaag nog actueel. Veel werk is vertaald in meerdere talen, maar lang niet alles. Voor de meer onbekende stukken kunnen belangstellenden alleen nog bij een antiquariaat terecht.

### Nederland
In 1998 verscheen het boek Het gevoel heeft verstand gekregen – Brecht in Nederland.
In boekenstad Deventer vond in 2008 een Bertolt Brecht Festival plaats. In 2009 was er onder andere een speciaal voor de gelegenheid gemaakt programma van het Willem Breuker Collectief. In 2011 werd op het Poetry International in Rotterdam Bertolt Brecht herdacht.

### België
In België is er het Brussels Brecht-Eislerkoor.

## Werken
De titels van de stukken zijn in het Duits opgenomen (overgenomen uit de Duitstalige Wikipedia) omdat een groot aantal stukken nooit is vertaald.

### Toneel
In chronologische volgorde
- Baal (1918). Vertaald als: Baal door Tom Kleijn, Amsterdam, International Theatre & Film Books, 2008
- Trommeln in der Nacht (1922). Vertaald als: Trommelen in de nacht door Karel Muller, Amsterdam, De Bezige Bij, 1967
- Im Dickicht der Städte. Der Kampf zweier Männer in der Riesenstadt Chicago. Schauspiel (1927)
- Leben Eduards des Zweiten von England
- Mann ist Mann. Die Verwandlung des Packers Galy Gay in den Militärbaracken von Kilkoa im Jahre neunzehnhundertfünfundzwanzig. Lustspiel (1926). Vertaald als: Man is man door Hans Roduin, Amsterdam, De Bezige Bij, 1967
- Die Dreigroschenoper (1928). Vertaald als: De driestuiversopera door Ton Lutz ... et al., 's-Gravenhage, Haagse Comedie, 1981
- Aufstieg und Fall der Stadt Mahagonny (1930)
- Der Ozeanflug, ook wel: Der Lindberghflug of Der Flug des Lindberghs (1930)
- Das Badener Lehrstück vom Einverständnis, ook wel: Lehrstück
- Der Jasager. Der Neinsager (1931)
- Die Maßnahme
- Die heilige Johanna der Schlachthöfe (1932). Vertaald als: De heilige Johanna van de slachthuizen door Karel Muller, Amsterdam, De Bezige Bij, 1966
- Die Ausnahme und die Regel
- Die Mutter (1933). Bewerkt naar de roman van Maksim Gorki
- Die Rundköpfe und die Spitzköpfe (de muziek schreef Hanns Eisler in 4 dagen)
- Die Horatier und die Kuriatier
- Furcht und Elend des Dritten Reiches. 24 Szenen (1938)
- Leben des Galileis (1955). Vertaald als: Leven van Galilei door Gerrit Kouwenaar, Amsterdam, De Bezige Bij, 1962
- Mutter Courage und ihre Kinder (1949). Vertaald als: Moeder Courage en haar kinderen. Een kroniek uit de dertigjarige oorlog door Gerrit Kouwenaar, Amsterdam, De Bezige Bij, 1967
- Das Verhör des Lukullus, ook wel: Lukullus vor Gericht of: Die Verurteilung des Lukullus. Vertaald als: The trial of Lucullus. A play for the radio door H.R. Hays, 1943
- Der gute Mensch von Sezuan (1955). Vertaald als: De goede mens van Sezuan door Gerrit Kouwenaar, Amsterdam, De Bezige Bij, 1963
- Herr Puntila und sein Knecht Matti (1940). Vertaald als: Mijnheer Puntila en zijn knecht Matti door Guus Rekers, Amsterdam, Publiektheater, 1980
- Der aufhaltsame Aufstieg des Arturo Ui (1941). Vertaald als: De weerstaanbare opkomst van Arturo Ui door Gerrit Kouwenaar, Amsterdam, De Bezige Bij, 1961
- Die Gesichte der Simone Machard, ook: Die Stimmen
- Schweyk im zweiten Weltkrieg
- Der kaukasische Kreidekreis (1955). Vertaald als: De Kaukasische krijtkring door Gerrit Kouwenaar, Amsterdam, De Bezige Bij, 1961
- Leben des Galilei (1955). Vertaald als: Leven van Galilei door Gerrit Kouwenaar, Amsterdam, De Bezige Bij, 1962
- Die Tage der Commune
- Turandot oder Der Kongreß der Weißwäscher
- Bewerking van Antigone (1947)
- Bewerking van Coriolanus van Shakespeare (1952/53)

### Film
- Kuhle Wampe oder: Wem gehört die Welt? (1932; regie Slatan Dudow, draaiboek Bertolt Brecht met medewerking van Ernst Ottwalt en Slatan Dudow)

### Eenakters
- Die Bibel
- Die Gewehre der Frau Carrar
- Die Hochzeit, ook: Die Kleinbürgerhochzeit
- Der Bettler oder Der tote Hund
- Prärie
- Er treibt einen Teufel aus
- Lux in Tenebris
- Der Fischzug
- Dansen
- Was kostet das Eisen?
- Die sieben Todsünden

### Liederen en gedichten
- Lieder zur Klampfe (1918)
- 'Psalmen (1920)
- Erinnerung an die Marie A. (1920)
- Bertolt Brechts Hauspostille (1916–1925)
- Die Augsburger Sonette (1925–1927)
- Hauspostille. Mit Anleitungen, Gesangsnoten und einem Anhange (1927)
- Die Songs der Dreigroschenoper (1928)
- Aus dem Lesebuch für Städtebewohner (1926–1927)
- Die Songs der Dreigroschenoper (1929)
- Die Nachtlager (1931)
- Geschichten aus der Revolution (1932)
- Sonette (1932–1934)
- Englische Sonette (1934)
- Lieder Gedichte Chöre (1933). Met Hanns Eisler
- Chinesische Gedichte (1938–1949)
- Studien (1934–1938)
- Svendborger Gedichte (1926–1937)
- Steffinsche Sammlung (1939–1942)
- Hollywoodelegien (1942)
- Gedichte im Exil (1944)
- Deutsche Satiren (1945)
- Kinderlieder (1950)
- Buckower Elegien (1953)

### Proza
- Bargan läßt es sein (1991)
- Geschichten vom Herrn Keuner
- Dreigroschenroman (1934). Vertaald als: Driestuiversroman door Felix van Zijll, ca. 1939
- Der Dreigroschenprozeß. Ein soziologisches Experiment (essay; analyse van de rechtszaak over de verfilming door Tobis Film in 1930, waarin Brecht een vertoningsverbod eiste)
- Der Augsburger Kreidekreis (1941). In het tijdschrift Internationale Literatur, Moskou (1941)
- Flüchtlingsgespräche0
- Kalendergeschichten
- Die unwürdige Greisin
- Die Geschäfte des Herrn Julius Cäsar
- Me-ti, Buch der Wendungen